# Yu Chia-hsuan
Yu Chia-hsuan (* 22. Januar 1995) ist ein taiwanesischer Hürdenläufer, der sich auf die 400-Meter-Distanz spezialisiert hat.

## Sportliche Laufbahn
Erste internationale Erfahrungen sammelte Yu Chia-hsuan bei den Juniorenasienmeisterschaften 2012 in Colombo, bei denen er in 52,74 s den siebten Platz belegte. Zwei Jahre später siegte er bei den Juniorenasienmeisterschaften in Taipeh in 50,49 s und wurde mit der 4-mal-400-Meter-Staffel in 3:10,71 min Vierter. Anschließend nahm er erstmals an den Asienspielen in Incheon teil, erreichte dort in 51,84 s Rang sieben und schied mit der Staffel im Vorlauf aus. 2015 nahm er an den Asienmeisterschaften in Wuhan teil, erreichte aber dort mit 52,20 s nicht das Finale. Zwei Jahre später wurde er bei den Asienmeisterschaften in Bhubaneswar in 50,90 s Fünfter und gelangte anschließend bei der Sommer-Universiade in Taipeh bis in das Halbfinale, in dem er mit 52,43 s ausschied. 2018 nahm er erneut an den Asienspielen in Jakarta teil und gelangte dort sowohl im Einzelbewerb, als auch mit der Staffel nicht bis in das Finale. 2019 belegte er bei den Asienmeisterschaften in Doha in 51,31 s den siebten Platz. Anschließend gelangte er bei den Studentenweltspielen in Neapel das Halbfinale und schied dort mit 50,35 s aus.
2018 wurde Yu Taiwanischer Meister im 400-Meter-Hürdenlauf.

## Persönliche Bestleistungen
- 400 Meter: 46,35 s, 19. Oktober 2015 in Kaohsiung (taiwanischer Rekord)
  - 400 Meter (Halle): 49,88 s, 18. Februar 2012 in Hangzhou
- 400 Meter Hürden: 49,93 s, 2017 in Hiratsuka